# هوبير بنوا
هوبير بنوا هو سياسي كندي، ولد في 25 فبراير 1963 في مدينة كيبك في كندا. حزبياً، نشط في Action démocratique du Québec ‏. وقد انتخب عضو الجمعية الوطنية في كيبك ‏.